# 埃爾阿約特
埃爾阿約特（西班牙語：El Ayote），是尼加拉瓜的城鎮，位於該國東部，由南大西洋自治區負責管轄，面積831平方公里，海拔高度130米，2005年人口12,417，人口密度每平方公里14.94人。
12°30′N 84°49′W / 12.500°N 84.817°W